# Белов, Иван Иванович
Ива́н Ива́нович Бело́в (17 августа 1864; станица Бердская, Оренбургская губерния — не ранее 1919) — полковник Русской императорской армии, генерал-майор Белого движения, временный командующий Оренбургского 2-го казачьего полка (1917), во время Первой мировой войны был награждён золотым Георгиевским оружием за храбрость в бою у Вислы (1916).

## Биография
Родился в станице Бердской на территории Первого военного отдела, относящегося к области Оренбургского казачьего войска (ОКВ), в семье казаков. Окончил Оренбургскую гражданскую гимназию, после чего поступил в Оренбургское казачье юнкерское училище, из которого выпустился по второму разряду. Кроме того, обучался в Офицерской стрелковой и кавалерийской школах.
Начал службу в первый день 1883 года. Получил чин хорунжего в 1888 году, сотника — в 1892, а подъесаула — в 1903. Стал есаулом «за боевые отличия» в марте 1906 года (со старшинством с 1901), а войсковым старшиной — в 1916. Дослужился до полковника в сентябре 1917 года, а уже в период Гражданской войны стал генерал-майором Белого движения.
С 1891 по 1894 год проходил службу 6-м Оренбургском казачьем полку. В период с 1901 по 1904 год находился на льготе без должности. После этого был назначен в состав дивизионного обоза льготной Оренбургской казачьей дивизии (1904). Служил в 12-м и 1-м казачьих полках, в составе которых был участником Русско-японской войны. По окончании конфликта на Дальнем востоке, с 1908 по 1910 год, вновь числился в Оренбургском 1-м полку. С 10 января 1914 года он был во Оренбургском 2-м воеводы Нагого полку, где с конца января командовал второй сотней.

### Первая мировая война
6 сентября 1915 года им был получен приказ от начальника 13-й кавалерийской дивизии захватить переправу через реку Висла в районе Мариамполя, около посёлка Сморгонь; на второй полк, включавший 2-ю сотню есаула Белова, была возложена задача по охранению правого фланга дивизии и по овладению переправой у деревни Шведы; по выдвижению, разведчики обнаружили эскадрон противника, окопавшегося с двумя пулеметами у полотна железной дороги около деревни Коновичи; после часовой перестрелки две казачьи сотни смогли выбить немцев с полотна железной дороги; Белов, увидев беспорядочно отходящего противника, оставил по полусотне казаков «для преследования огнем», другие же полусотни он посадил на лошадей и, перескочив через железнодорожное полотно, атаковал спешившегося неприятеля; изрубил тринадцать и пленил двух человек; в результате дальнейшего преследования, у деревни Ряжичи, захватил пулемёт и несколько велосипедов; в это время к месту боестолкновения прибыло подкрепление противника — несколько свежих эскадронов — и только что захваченный пулемет пришлось бросить, «вынувши затвор» — этот затвор был представлен в штаб дивизии. За данный бой в 1916 году был награждён Георгиевским оружием.
С конца февраля 1916 года заведовал хозяйством всего полка, а с начала июля — стал помощник командира. В 1917 году занял пост командующего 2-м полком ОКВ — правда, на временной основе.

## Награды
- Орден Святой Анны 4-й степени: «за храбрость»
- Орден Святого Станислава 3-й степени с мечами и бантом
- Орден Святого Владимира 4-й степени с мечами и бантом (1904)
- Орден Святой Анны 3-й степени с мечами и бантом (1907)
- Орден Святой Анны 2-й степени с мечами
- Орден Святого Станислава 2-й степени с мечами (1906)
- Золотое оружие «За храбрость» (1916)

## Семья
Иван Белов был женат на Елизавете Михайловне — девушке, родом из Оренбургской губернии; по состоянию на 1894 год в семье было двое детей (сын и дочь), всего же — четверо: Всеволод, Михаил, Нина и Евгения.